# Аджи, Рустам Иванович
Рустам Иванович Аджи (род. 3 марта 1973 года в Жданове) — украинский борец греко-римского стиля, чемпион и бронзовый призёр чемпионатов мира, бронзовый призёр чемпионата Европы 1997, участник двух Олимпийских игр. Заслуженный мастер спорта Украины по греко-римской борьбе. Первый в истории независимой Украины чемпион мира по греко-римской борьбе.

## Ранние годы
Родился в Мариуполе, который в то время назывался Жданов. Отец — русский, Иван Ильич Тинтун, мать — цыганка, Земфира Асановна Аджи. Так как родители жили в гражданском браке, Рустам был записан на фамилию матери. Себя считает цыганом. Кроме Рустама, у супругов было ещё пятеро детей. Все восемь членов семьи жили в небольшой двухкомнатной квартире с водой и туалетом на улице. Детство было бедным, отец был простым рабочим по благоустройству парка им. Петровского, мать, как и многие другие представительницы её национальности, гадала или торговала.

## Спортивная карьера
Борьбой начал заниматься с 1982 года. Первый тренер — Николай Пустовалов, впоследствии тренировался у Геннадия Узуна. Последний помог Рустаму переселиться в общежитие, потому что парню было трудно полноценно заниматься спортом и жить в тесной шумной и душной квартире. Впоследствии несколько улучшилось и материальное положение спортсмена, который начал получать сбалансированное питание на сборах, проходивших по семь-восемь раз в год. В 1989 году Аджи стал чемпионом Советского Союза среди юношей, а в 1992 году — среди молодёжи, начал получать относительно достойную зарплату.
В 1992 году стал вице-чемпионом Европы среди молодёжи. Выступал за борцовские клубы «Азовмаш» и «Геликон» (оба Мариуполь). Чемпион (1993—1994, 1998) и обладатель Кубка (1998—2000) Украины. Сразу же после его победы на чемпионате мира 1995 года к Рустаму Аджи подошёл чемпион мира, олимпийский чемпион, президент Федерации спортивной борьбы России Михаил Мамиашвили и предложил квартиру в Москве и хорошую зарплату, только чтобы Рустам переехал в Россию. Аджи отказался, потому что не хотел проявлять неблагодарность по отношению к тренерам и клубу, которые так много для него сделали. Вместо этого президент клуба «Азовмаш» Александр Савчук вручил ему ключи от машины и трёхкомнатной квартиры. В настоящее время семья Аджи расширила её, приобретя соседнюю двухкомнатную квартиру.
На Олимпийских играх 2000 года в Сиднее Аджи не вышел из отборочной группы. Первый матч у белоруса Копытова он выиграл за 40 секунд, однако в другом матче за пять секунд проиграл поляку Рышарду Вольны, растратив преимущество в два пункта, хотя на чемпионате мира выиграл у него со счётом 7:2.
В 2004 году после нескольких поражений от молодого Владимира Шацких, который впоследствии стал вторым после Аджи украинским чемпионом мира по греко-римской борьбе, Рустам завершил выступления. Хотя на тот момент ему был всего 31 год — небольшой возраст для борца, Аджи решил не принимать участия в соревнованиях, поскольку считал недопустимым для себя не быть первым.
К тому времени он заочно окончил Донецкий институт физкультуры. Спортсмен перешёл на тренерскую работу. Стал тренером спортивного клуба «Азовмаш», с 2005 года начал тренировать молодёжную сборную Украины по греко-римской борьбе. За пять лет сборная команды Украины, возглавляемая Аджи, завоевала 27 медалей на чемпионатах Европы и мира. В 2013 году получил медаль «За труд и доблесть» за подготовку бронзового призёра по греко-римской борьбе на летней Универсиаде 2013 Дмитрия Пышкова.

## Личная жизнь
Женился Рустам Аджи в 20 лет. С женой Натальей познакомился, когда гулял по центру Мариуполя. Она работала поваром в детском саду, в настоящее время — в городском бюро технической инвентаризации. В 1993 году Аджи стал отцом, сына назвали Рустамом. Через три года родился второй сын Максим.
Увлекается баскетболом, болеет за «Азовмаш».